# SN 1995aq
SN 1995aq – supernowa typu I odkryta 19 listopada 1995 roku w galaktyce A002904+0751. Jej maksymalna jasność wynosiła 22,60m.